# Rosko Gee
Rosko Gee (Kingston, 2 luglio 1947) è un bassista giamaicano noto prevalentemente per la sua militanza nelle band Traffic e Can.

## Biografia
Dopo aver militato durante gli anni settanta nelle band Traffic e Can, nel 1982 si unì al supergruppo Fusion Zahara, e ha collaborato con Johnny Nash.
Nel 1983, ha registrato un album con Zahara, un gruppo con diversi membri importanti tra cui Rebop Kwaku Baah (percussioni), Paul Delph (tastiere), Bryson Graham (batteria). Dopo aver registrato con i Traffic nel 1974 suonò nella band di Johnny Nash.

## Discografia

### Solista
- 1994 - Hand in Hand in Kumning
- 2017 - Studio

### Traffic
- 1974 - When the Eagles Flies

### Con i Can
- 1978 - Out of Reach
- 1979 - Can
- 1979 - Inner Space

### Con gli Zahara
- 1976 - Flight of the Spirit

### Collaborazioni
- 1972 - Reebop - Rebop Kwaku Baah
- 1987 - Tears on My Pillow - Johnny Nash